# Kendlersiedlung
Die Kendlersiedlung ist eine Siedlung im Stadtteil Maxglan West der Statutarstadt Salzburg. Direkt anschließend folgt die Glansiedlung, die zur Ortschaft Viehhausen der Gemeinde Wals-Siezenheim im Bezirk Salzburg-Umgebung gehört.

## Geographie
Die beiden Siedlungen liegen etwa 4 Kilometer südwestlich des Salzburger Zentrums, südwestlich des geschlossenen Siedlungsraumes Maxglan und südöstlich von Viehausen, an der Grenze zu Leopoldskron-Moos. Sie erstrecken sich am linken Ufer der Glan (hier auch Glanbach) auf 432 m ü. A., unmittelbar südlich des heutigen Salzburger Flughafens. Damit sind die Siedlungen durch Glan im Südosten, Flughafen-Startbahn im Nordwesten und dem Eichetwald im Westen weitgehend isoliert.
Die Kendlersiedlung umfasst etwa 350 Gebäude mit um die 1.500 Einwohnern, die Glansiedlung ist etwa ein Drittel so groß.
Nachbarortslagen:
| Loig (Stt. Maxglan West, Gem. Salzburg u. Gem. Wals-Siezenheim)                           | Flughafen (Stt. Maxglan, Gem. Salzburg)                                                    | Torschauer Siedlung Maxglan-Riedenburg (Stt. Maxglan, Gem. Salzburg) |
| Eichetsiedlung (Gem. Wals-Siezenheim) Laschensky/Schweizersiedlung (Gem. Wals-Siezenheim) | Kompassrose, die auf Nachbargemeinden zeigt                                                | Untermoos (Stt. Leopoldskroner-Moos, Gem. Salzburg)                  |
| Schaffhauser Haberlander (bd. Gem. Wals-Siezenheim)                                       | Moos-/Hammerauersiedlung (Gem. Wals-Siezenheim u. Stt. Leopoldskroner-Moos, Gem. Salzburg) | Mittermoos (Stt. Leopoldskroner-Moos, Gem. Salzburg)                 |

|  |

## Geschichte
Hier waren saure Wiesen des Moorkomplexes südlich von Salzburg, die erst durch die Kanalisierung und Eintiefung der Glan (begonnen 1932) als Siedlungsraum nutzbar wurden. Botanikern und Zoologen war der Artenreichtum dieser Flachmoorwiesen (Glanwiesen) nächst dem Loiger Moos weitaus bekannt, der Versuch einer teilweisen Erhaltung dieser Moorwiesen scheiterte aber.

Der heutige Name der Siedlung (seit der NS-Zeit umbenannt) leitet sich einem alten Kleinbauern mit dem Namen Kendlergut (später Kendlerhof) ab, der durch den Siedlungsbau inmitten der neuen Ansiedlung zu liegen kam. Dieser Name geht wohl auf das mittelhochdeutsche Wort kanel, kandl zurück, das die Bedeutung ‚Röhre, Rinne‘ hatte und eng verwandt ist mit Kanal. Damit weist der Ortsname auf die frühe Urbarmachung und Entwässerung des dortigen Niedermoores hin.
Die Kendlersiedlung wurde dann in der Zeit des Christlichen Ständestaates errichtet und war ursprünglich nach dem damaligen Bundeskanzler Engelbert Dollfuß-Siedlung (auch Kanzler-Dollfuß-Siedlung) benannt. Damit sollte eine bewusste Abkehr von den „sozialistischen Massenwohnheimen“ geschaffen werden, und zu einer „Entproletarisierung“ der Bevölkerung beigetragen werden. Die ersten Häuser entstanden an der damaligen Heimstraße, die nach der ausführenden Wohnbau-Genossenschaft Heim benannt war.

1939 wurde auch die Kendlersiedlung von der Gemeinde Wals nach Salzburg umgemeindet, glanaufwärts rechtsseitig blieben die Gründe bei Wals, und kamen zur vereinten Gemeinde Wals-Siezenheim.
Im Raum der heutigen Kendlersiedlung wurde 1939 unweit von Maxglan (am Schwarzgrabenweg westlich der Glan, heute Kräutlerweg) von den Nationalsozialisten das Zwangslager Salzburg-Maxglan für etwa 230 Insassen eingerichtet, in dem unter unwürdigen Bedingungen vorwiegend Sinti und Roma untergebracht wurden. Im Herbst 1940 wurde das Lager vollständig eingezäunt. Ein Teil der oft jungen Häftlinge wurde von der Regisseurin Leni Riefenstahl als Statisten für ihren Film Tiefland ausgewählt. Dazu wurden sie im Herbst 1940 zum Drehort Krün bei Mittenwald überstellt und nach Abschluss der Dreharbeiten wieder in das Lager zurückgebracht. Das „Zigeunerlager“ wurde im Frühjahr 1943, nach Herausgabe des Auschwitz-Erlasses, aufgelöst. Der Großteil der Häftlinge wurde im selben Jahr ins Zigeunerlager Auschwitz deportiert, ein kleiner Teil in das Zigeuner-Anhaltelager Lackenbach überstellt.

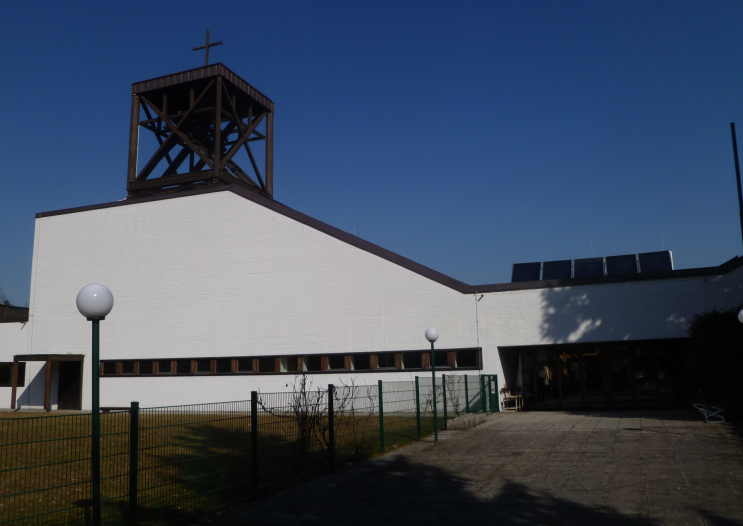
Pfarrkirche St. Vitalis

1950 noch mit einer Notkirche ausgestattet, wurde St. Vitalis 1967 zur Pfarre erhoben, und ist für Maxglan West und Wals-Viehausen zuständig. 1972 wurde von Wilhelm Holzbauer ein neues Pfarrzentrum mit Kirche errichtet. Seit 2011 gehört die Pfarre zum Pfarrverband Großgmain–Wals–Walserfeld–Siezenheim des Dekanat Bergheim.